# Sázava (kraj pardubicki)
Sázava – miejscowość i gmina (obec) w Czechach, w kraju pardubickim, w powiecie Uście nad Orlicą. W 2022 roku liczyła 562 mieszkańców.